# Ruben Granqvist
Ruben Johannes Mikael Granqvist, född 17 mars 1892 i Nagu, död 19 april 1979, var en finländsk ingenjör.
Granqvist, som var son till sjökapten Carl Granqvist och Ida Granit, blev student 1910 och diplomingenjör 1915. Han var anställd vid Allmänna ingenjörsbyrån 1915–1922, tjänstgjorde bland annat i Sibirien 1916 och i Persien 1917 och var chef för firmans kontor i Helsingfors 1919–1922. Han var teknisk ledare vid Finska Byggnads Ab 1922, bedrev egen konsulterande ingenjörsbyrå 1923–1925, var biträdande gatubyggnadschef vid Helsingfors stads byggnadskontor 1926–1939, gatubyggnadschef 1939–1945 och direktör för tekniska ärenden i Helsingfors stadsstyrelse 1945–1956. Han ägde och bebrukade Grännäs Storgård i Nagu.
Granqvist uppgjorde bland annat avloppslednings- och kloakvattenreningsprojekt för ett flertal städer, köpingar och fabrikssamhällen.  Han var bland annat ordförande i styrelsen för Finska Fläktfabriken Ab 1946–1964, viceordförande i styrelsen för Nokia Ab 1960–1961 och ordförande 1962–1966. Han var ordförande i Olympiska spelens byggnadskommitté 1952. Han var ordförande vid Tekniska föreningens i Finland avdelning för byggnadsteknik 1922, 1924, 1926 och 1937, i styrelseordförande i föreningen 1941 och 1942 och blev hedersledamot där 1960. Han blev ledamot av Svenska tekniska vetenskapsakademien i Finland 1942, blev styrelsemedlem 1950, var ordförande 1957–1960 och blev hedersledamot där 1961.
Granqvist skrev Utnyttjandet av Finlands vattenkraft (1920), Ergebnisse und Erfahrungen an der Kloranlage Byholmen zu Helsingfors (1935), Råholmen (1939) samt deltog i utarbetandet av Teknisk ordbok 1934–1938 och utgav reseskildringar från Sibirien och Persien.